# Max Derruau
Max Derruau (Capestang, 1920 - 2004) foi um geógrafo francês, especialista em geomorfologia e geografia humana, professor na Universidade de Clermont-Ferrand e autor de diversas obras sobre geografia.

## Obras principais
- La Grande Limagne, Auvergnate et Bourbonnaise, Clermont-Ferrand Delaunay, 1949
- Précis de Géomorphologie, Masson, 1956, com várias reedições e traduções.
- Précis de Géographie Humaine, Paris, Librairie Armand Colin, 1961 (em português: Geografia Humana, em 2 volumes, Editorial Presença, Lisboa)
- Les formes du relief terrestre. Notions de géomorphologie, Paris, Armand Colin, 1969, 2001, 8ª ed., ISBN 2200210140
- L' Europe, Paris, 1958, Hachette
- Le Japon, Presses universitaires de France, 1967
- Nouveau Précis de Géographie Humaine. A. Colin, 1969
- Composantes et Concepts de la Géographie Physique, Armand Colin, 1996